# Microstilbon burmeisteri
A Microstilbon burmeisteri a madarak osztályának sarlósfecske-alakúak (Apodiformes)  rendjébe és a kolibrifélék (Trochilidae) családjába tartozó Microstilbon nem egyetlen faja.

## Rendszerezése
A fajt Philip Lutley Sclater angol ornitológus írta le 1887-ben, a Chaetocercus nembe Chaetocercus burmeisteri néven.

## Előfordulása
Az Andok keleti lábainál, Argentína és Bolívia területén honos. A természetes élőhelye szubtrópusi vagy trópusi éghajlati övezetben lévő száraz erdők és magaslati cserjések. Állandó nem vonuló faj.

## Megjelenése
A testhossza 7-9 centiméter.

## Életmódja
Feltehetően rovarokkal és nektárral táplálkozik.

## Természetvédelmi helyzete
Az elterjedési területe elég nagy, egyedszáma pedig stabil. A Természetvédelmi Világszövetség Vörös listáján nem fenyegetett fajként szerepel.